# Río Vilaine
El río Vilaine (bretón, Gwilen) es un río costero de Bretaña, en el oeste de Francia. La fuente del río está en el departamento de Mayenne (53), y desemboca en el océano Atlántico en Pénestin, en el departamento de Morbihan (56). Tiene 218 km de largo. Está unido al Rance a través del Canal d'Ille-et-Rance en el municipio de Évran.

## Curso del río
El Vilaine pasa a través de cuatro departamentos (Mayenne, Ille y Vilaine, Loira Atlántico y Morbihan) y cuatro ciudades principales (Rennes, Vitré, Redon y La Roche-Bernard).
Se construyeron tres presas alrededor de Vitré (Ille y Vilaine) para evitar las inundaciones, el agua potable y los espacios de esparcimiento:
- 1978 presa de Valière
- 1982 presa de Haute-Vilaine
- 1995 presa de Villaumur

## Hidrología
El río tiene un caudal que va entre 2 y 1500 m³/s

## Navegación
El Vilaine forma parte del sistema de canales de Bretaña. La sección de Rennes al océano Atlántico es navegable para pequeñas embarcaciones. En Rennes el río conecta con el Canal d'Ille et Rance, en Redon cruza el Canal de Nantes à Brest. (Fuente: NoorderSoft Waterways Database)

## Principales afluentes
- Ille
- Meu
- Seiche
- Semnon
- Chère
- Don
- Oust
- Isac